# Tennessee Ernie Ford
Ernest Jennings Ford (Bristol, 13 de febrero de 1919-Reston, 17 de octubre de 1991), conocido profesionalmente como Tennessee Ernie Ford, fue un cantante y presentador de televisión estadounidense que gozó de éxito en los géneros musicales del country, pop y góspel.

## Biografía

### Comienzos
Hijo de Clarence Thomas Ford y Maud Long, nació en Bristol, Tennessee. Comenzó su carrera como locutor de radio en la estación WOPI en su pueblo. En 1939 deja la radio para estudiar música clásica y canto en el Conservatorio de Música de Cincinnati en Ohio. Durante la Segunda Guerra Mundial sirvió en la Fuerza Aérea como teniente a bordo de un bombardero Boeing B-29 Superfortress en misiones sobre Japón. Después de la guerra, trabajó en las emisoras de radio en San Bernardino y Pasadena en California.

### Carrera
Su carrera comenzó a finales de los años 40. Entre 1955 y 1956 compondrá canciones como Give me your word o The ballad of David Crockett, por las que pasaría a ser uno de los solistas más importantes del país.
Su interpretación más famosa fue la de la canción «Sixteen Tons» de Merle Travis, lo cual la convirtió en una de las más conocidas de la música estadounidense.
A comienzos de los 60 su popularidad comenzaría a decaer. Desde 1962 a 1965 trabajó en la KGO-TV en San Francisco, la emisión por cable de la televisión ABC, dirigiendo el programa The Tennessee Ernie Ford Show.

## Discografía

### Álbumes
| Año  | Álbum                                        | Gráfico de posiciones | Gráfico de posiciones | RIAA    | Discográfica |
| Año  | Álbum                                        | US Country            | US                    | RIAA    | Discográfica |
| ---- | -------------------------------------------- | --------------------- | --------------------- | ------- | ------------ |
| 1956 | This Lusty Land                              |                       | 12                    |         | Capitol      |
| 1956 | Hymns                                        |                       | 2                     | Platino | Capitol      |
| 1957 | Spirituals                                   |                       | 5                     | Oro     | Capitol      |
| 1957 | Ford Favorites                               |                       |                       |         | Capitol      |
| 1957 | Ol' Rockin' Ern                              |                       |                       |         | Capitol      |
| 1958 | Nearer the Cross                             |                       | 5                     | Oro     | Capitol      |
| 1958 | Star Carol                                   |                       | 4                     | Platino | Capitol      |
| 1959 | Gather Round                                 |                       |                       |         | Capitol      |
| 1959 | Friend We Have                               |                       |                       |         | Capitol      |
| 1960 | Sing a Hymn with Me                          |                       | 23                    |         | Capitol      |
| 1960 | Sixteen Tons                                 |                       |                       |         | Capitol      |
| 1960 | Sing a Spiritual with Me                     |                       |                       |         | Capitol      |
| 1960 | Come to the Fair                             |                       |                       |         | Capitol      |
| 1961 | Civil War Songs of the North                 |                       |                       |         | Capitol      |
| 1961 | Civil War Songs of the South                 |                       |                       |         | Capitol      |
| 1961 | Looks at Love                                |                       |                       |         | Capitol      |
| 1961 | Hymns at Home                                |                       | 67                    |         | Capitol      |
| 1962 | Mississippi Showboat                         |                       | 110                   |         | Capitol      |
| 1962 | I Love to Tell the Story                     |                       | 43                    |         | Capitol      |
| 1962 | Book of Favorite Hymns                       |                       | 71                    |         | Capitol      |
| 1963 | Long Long Ago                                |                       |                       |         | Capitol      |
| 1963 | We Gather Together                           |                       |                       |         | Capitol      |
| 1963 | Story of Christmas                           |                       | 14                    |         | Capitol      |
| 1964 | Great Gospel Songs                           |                       |                       |         | Capitol      |
| 1964 | Country Hits Feelin' Blue                    |                       |                       |         | Capitol      |
| 1964 | World's Best Loved Hymns                     |                       |                       |         | Capitol      |
| 1965 | Let Me Walk with Thee                        |                       |                       |         | Capitol      |
| 1965 | Sing We Now of Christmas                     |                       | 31                    |         | Capitol      |
| 1966 | My Favorite Things                           |                       |                       |         | Capitol      |
| 1966 | Wonderful Place                              |                       |                       |         | Capitol      |
| 1966 | God Lives                                    |                       |                       |         | Capitol      |
| 1966 | Bless Your Pea Pickin' Heart                 |                       |                       |         | Capitol      |
| 1967 | Aloha                                        |                       |                       |         | Capitol      |
| 1967 | Faith of Our Fathers                         |                       |                       |         | Capitol      |
| 1968 | Our Garden of Hymns (con Marilyn Horne)      |                       |                       |         | Capitol      |
| 1968 | World of Pop and Country Hits                |                       |                       |         | Capitol      |
| 1968 | O Come All Ye Faithful                       |                       |                       |         | Capitol      |
| 1969 | Songs I Like to Sing                         |                       |                       |         | Capitol      |
| 1969 | New Wave                                     |                       |                       |         | Capitol      |
| 1969 | Holy Holy                                    |                       |                       |         | Capitol      |
| 1970 | America the Beautiful                        |                       | 192                   |         | Capitol      |
| 1970 | Everything Is Beautiful                      |                       |                       |         | Capitol      |
| 1971 | Abide with Me                                |                       |                       |         | Capitol      |
| 1971 | C-H-R-I-S-T-M-A-S                            |                       |                       |         | Capitol      |
| 1971 | Folk Album                                   |                       |                       |         | Capitol      |
| 1972 | Mr. Words and Music                          |                       |                       |         | Capitol      |
| 1972 | Standin' in the Need of Prayer               |                       |                       |         | Capitol      |
| 1973 | Country Morning                              | 46                    |                       |         | Capitol      |
| 1973 | Sings About Jesus                            |                       |                       |         | Capitol      |
| 1975 | Make a Joyful Noise                          | 35                    |                       |         | Capitol      |
| 1975 | Ernie Sings & Glen Picks (con Glen Campbell) |                       |                       |         | Capitol      |
| 1976 | His Great Love                               |                       |                       |         | Capitol      |
| 1976 | For the 83rd Time                            |                       |                       |         | Capitol      |
| 1977 | He Touched Me                                |                       |                       |         | Word         |
| 1978 | Swing Wide Your Golden Gate                  |                       |                       |         | Word         |
| 1980 | Tell Me the Old Story                        |                       |                       |         | Word         |
| 1984 | Keep Looking Back                            |                       |                       |         | Word         |

### Sencillos
| Año  | Sencillo                                                 | Gráfico de posiciones | Gráfico de posiciones | Álbum                         |
| Año  | Sencillo                                                 | US Country            | US                    | Álbum                         |
| ---- | -------------------------------------------------------- | --------------------- | --------------------- | ----------------------------- |
| 1949 | "Tennessee Border"                                       | 8                     |                       | solo sencillos                |
| 1949 | "Country Junction"                                       | 14                    |                       | solo sencillos                |
| 1949 | "Smokey Mountain Boogie"                                 | 8                     |                       | solo sencillos                |
| 1949 | "Blues Stay Away from Me" (con Merle Travis)             |                       |                       | solo sencillos                |
| 1949 | "Mule Train"                                             | 1                     | 9                     | solo sencillos                |
| 1950 | "The Cry of the Wild Goose"                              | 2                     | 15                    | solo sencillos                |
| 1950 | "Feed'em in the Morning"                                 |                       |                       | solo sencillos                |
| 1950 | "Ain't Nobody's Business But My Own" (con Kay Starr)     | 5                     | 22                    | solo sencillos                |
| 1950 | "I'll Never Be Free" (con Kay Starr)                     | 2                     | 3                     | solo sencillos                |
| 1950 | "What This Country Needs"                                |                       |                       | solo sencillos                |
| 1950 | "Cincinnati Dancing Pig" (con The Starlighters)          |                       |                       | solo sencillos                |
| 1950 | "Little Juan Pedro"                                      |                       |                       | solo sencillos                |
| 1951 | "The Shot Gun Boogie"                                    | 1                     | 14                    | solo sencillos                |
| 1951 | "Tailor Made Woman" (con Joe "Fingers" Carr)             | 8                     |                       | solo sencillos                |
| 1951 | "Ocean of Tears" (con Kay Starr)                         |                       |                       | solo sencillos                |
| 1951 | "Mr. and Mississippi"                                    | 2                     | 18                    | solo sencillos                |
| 1951 | "The Strange Little Girl"                                | 9                     |                       | solo sencillos                |
| 1951 | "Kissin' Bug Boogie"                                     |                       |                       | solo sencillos                |
| 1951 | "Hey Good Lookin'" (con Helen O'Connell)                 |                       |                       | solo sencillos                |
| 1951 | "Rock City Boogie" (con The Dinning Sisters)             |                       |                       | solo sencillos                |
| 1952 | "Hambone"                                                |                       |                       | solo sencillos                |
| 1952 | "Everybody's Got Girl But Me"                            |                       |                       | solo sencillos                |
| 1952 | "Snowshoe Thompson"                                      |                       |                       | solo sencillos                |
| 1952 | "Blackberry Boogie"                                      | 6                     |                       | solo sencillos                |
| 1952 | "False Hearted Girl" (con Ella Mae Morse)                |                       |                       | solo sencillos                |
| 1953 | "I Don't Know"                                           |                       |                       | solo sencillos                |
| 1953 | "Hey, Mr. Cotton Picker"                                 | 8                     |                       | solo sencillos                |
| 1953 | "Don't Start Courtin' in a Hot Rod Ford" (con Molly Bee) |                       |                       | solo sencillos                |
| 1953 | "Kiss Me Big"                                            |                       |                       | solo sencillos                |
| 1954 | "Honeymoon's Over" (con Betty Hutton)                    |                       |                       | solo sencillos                |
| 1954 | "River of No Return"                                     | 9                     |                       | solo sencillos                |
| 1954 | "Ein Zwei Drei"                                          |                       |                       | solo sencillos                |
| 1954 | "Somebody Bigger Than You or I"                          |                       |                       | solo sencillos                |
| 1955 | "Ballad of Davy Crockett"                                | 4                     | 5                     | solo sencillos                |
| 1955 | "His Hands"                                              | 13                    |                       | Spirituals                    |
| 1955 | "Sixteen Tons"                                           | 1                     | 1                     | Ford Favorites                |
| 1956 | "You Don't Have to Be a Baby to Cry"                     |                       | 78                    | Ford Favorites                |
| 1956 | "That's All"                                             | 12                    | 17                    | Ford Favorites                |
| 1956 | "John Henry"                                             |                       |                       | This Lusty Land               |
| 1956 | "Rock and Roll Boogie"                                   |                       |                       | single only                   |
| 1956 | "First Born"                                             |                       | 46                    | Ford Favorites                |
| 1957 | "Watermelon Song"                                        |                       |                       | Ford Favorites                |
| 1957 | "False Hearted Girl"                                     |                       |                       | This Lusty Land               |
| 1957 | "In the Middle of an Island"                             |                       | 23                    | solo sencillos                |
| 1957 | "Ivy League"                                             |                       | 23                    | solo sencillos                |
| 1958 | "Bless Your Pea Pickin' Heart"                           |                       |                       | solo sencillos                |
| 1958 | "Love Makes the World Go Round"                          |                       |                       | solo sencillos                |
| 1958 | "Glad Rags"                                              |                       |                       | solo sencillos                |
| 1959 | "Black-Eyed Susie"                                       |                       |                       | solo sencillos                |
| 1959 | "Sunny Side of Heaven"                                   |                       |                       | solo sencillos                |
| 1960 | "O Mary Don't You Weep"                                  |                       |                       | Sing a Spiritual with Me      |
| 1960 | "Little Klinker"                                         |                       |                       | solo sencillos                |
| 1960 | "Bless the Land"                                         |                       |                       | solo sencillos                |
| 1961 | "Dark as a Dungeon"                                      |                       |                       | solo sencillos                |
| 1961 | "Little Red Rockin' Hood"                                |                       |                       | solo sencillos                |
| 1962 | "Take Your Girlie to the Movies"                         |                       |                       | Mississippi Showboat          |
| 1962 | "Rags an Old Iron"                                       |                       |                       | single only                   |
| 1962 | "How Great Thou Art"                                     |                       |                       | I Love to Tell the Story      |
| 1965 | "Hicktown"                                               | 9                     |                       | single only                   |
| 1965 | "Now It's All Over"                                      |                       |                       | Bless Your Pickin' Heart      |
| 1966 | "God Lives"                                              |                       |                       | God Lives                     |
| 1967 | "Lahaina Luna"                                           |                       |                       | Aloha                         |
| 1967 | "Hand-Me-Down Things"                                    |                       |                       | single only                   |
| 1968 | "Talk to the Animals"                                    |                       |                       | World of Pop and Country Hits |
| 1969 | "Honey-Eyed Girl (That's You That's You)"                | 54                    |                       | New Wave                      |
| 1970 | "Rainy Night in Georgia"                                 |                       |                       | Everything Is Beautiful       |
| 1971 | "Happy Songs of Love"                                    | 58                    |                       | solo sencillos                |
| 1972 | "Pea-Pickin' Cock"                                       |                       |                       | solo sencillos                |
| 1973 | "Printers Alley Stars"                                   | 66                    |                       | Country Morning               |
| 1973 | "Farther Down the River (Where the Fishin's Good)"       | 73                    |                       | Country Morning               |
| 1973 | "Colorado Country Morning"                               | 70                    |                       | Country Morning               |
| 1974 | "Sweet Child of Sunshine"                                |                       |                       | Country Morning               |
| 1974 | "I've Got Confidence"                                    |                       |                       | Make a Joyful Noise           |
| 1975 | "Come On Down"                                           | 52                    |                       | Make a Joyful Noise           |
| 1975 | "Baby" (con Andra Willis)                                | 63                    |                       | Country Morning               |
| 1975 | "The Devil Ain't a Lonely Woman's Friend"                | 96                    |                       | single only                   |
| 1976 | "I Been to Georgia On a Fast Train"                      | 95                    |                       | For the 83rd Time             |
| 1976 | "Dogs and Sheriff John"                                  |                       |                       | For the 83rd Time             |